# R. Kárpáti Péter
R. Kárpáti Péter (Szőny, 1963. május 9. –) magyar színész, műsorvezető. Kárpáti Rebeka színésznő, modell édesapja.

## Életpályája
Több filmben és sorozatban is játszott, ír és írt show-forgatókönyvet, a Magyar Rádiónak kabarésorozatot írt, és rendez is. 1998 és 2012 között alakította a Barátok közt sorozat egyik főszereplőjének, Berényi Andrásnak a karakterét. A győri Hild József Építőipari Szakközépiskolában érettségizett, 1988-ban diplomázott a Színház- és Filmművészeti Főiskolán. A Békéscsabai Jókai Színházhoz szerződött, majd 1989–1994 között a zalaegerszegi Hevesi Sándor Színház tagja volt. Zenés és prózai darabokban is szerepelt. Rendezvények, fesztiválok műsorvezetője. 2010-től elindította az „Igyon egy kávét kedvencével” c. beszélgetőműsorát a Fonyódi Feng Shui Galériában. Több jótékonysági akció kezdeményezője, közreműködője. 1997-től pedagógiai tevékenységet folytat; színházi és médiális szakemberek képzésében vett részt. 2012-ben Péter könyve címmel önéletrajzi témájú könyve jelent meg. 2013-tól ismeretterjesztő dokumentumfilm-sorozat készítésébe kezdett, „Élet az élet után” címmel, a magyarországi halálközeli élmények jelenségköréről. Több könyvet is kiadott a témában.

## Színpadi szerepek
- William Shakespeare: Tévedések vígjátéka....
- Grimm: A brémai muzsikusok....Első játékos
- Jókai Mór: Barangok....Táncos
- Földes Imre: Viktória....
- Ungár Tamás: Amphitruo....Mercur
- Végh Antal: Szép volt, fiúk!....Csibi
- Gorkij: Éjjeli menedékhely....Aljoska
- Rostand: Cyrano....Kadét
- Makai Emil: Professzor az alvilágban....
- Wasserman-Liegh-Dale: La Mancha lovagja ....Anselmo
- Gogol: A revizor....Hlesztakov
- Bakonyi Károly: Mágnás Miska....Pixi
- Spiró György: Csirkefej...Srác
- Horváth Péter: A padlás....Herceg
- Békeffi István–Lajtai Lajos: A régi nyár....Miklós
- Brandon Thomas: Charley nénje....Charley Wykeham
- John Steinbeck: Egerek és emberek....Curley
- Bulgakov: Kutyaszív....Bormentál
- Spiró György: Kőszegők....Diák
- Szigligeti Ede: Liliomfi....Liliomfi
- Scarnacci-Tarabusi: Kaviár és lencse....Roberto
- Peter Shaffer: Equus....Alan Strang
- Csukás István: Mesélj, Münchausen!....Münchhausen
- Sarkadi Imre: Kőműves Kelemen....Kőműves Kelemen
- William Shakespeare: Sok hűhó semmiért....Don Pedro
- Ebb-Kander: Kabaré....Konferanszié
- Szilágyi László: Én és a kisöcsém....Dr. Sas
- Gorkij: Idelenn....Báró
- Neil Simon: Ilyen nincs!....Ken
- Illés-Vas: Trisztán....Trisztán
- McCoy-Poe-Thomson: Kalifornia blues....Robert
- Méhes Károly: Godó, te árva....Mr. Botka
- Lamb: Zalaszentivánéji álom....Férfi
- Lestyán-Vaszary: Potyautas....Kurt Bollmann
- Magnier: Oscar....Christian Martin
- Marno-Madách: Az első sírásó....Mihály főangyal; Második utazó; Második udvaronc; Második clochard; Második munkás
- Carlo Goldoni: Mirandolina, te drága....Fabrizio
- Pirandello: IV. Henrik....Arialdo
- Frisch: Andorra....Katona
- De Filippo: Szombat, vasárnap, hétfő....
- Miller: A salemi boszorkányok....Hale tiszteletes
- Nicolaj: Hamlet pikáns szószban....Hamlet
- Lope de Vega: A kertész kutyája....Tristán
- Amado: A tenger szerelmesei....Rufino
- Schnitzler: Beláthatatlan táj....Demeter Stanzides
- Haccacáré....
- Csurka: Az idő vasfoga...Főorvos
- Paprikáscsirke...Forgács Frigyes
- Pasik a pácban...George
- Omega-Pozsgay-Román: Gyöngyhajú lány...Férfi, Hold, Portás, Strici, Kalauz

## Rendezés
- Haccacáré (2004)

## Filmjei

### Játékfilmek
- Peer Gynt (1986)
- Szamba (1996)
- A miniszter félrelép (1997)
- Lajkó cigány az űrben (2017)
- A halálügyész (2019)

### Tévéfilmek
- Szomszédok (1992)
- Frici, a vállalkozó szellem (1993)
- Kisváros (1996–1998)
- Barátok közt (1998–2012)
- Az öt zsaru (1999)
- Hacktion: Újratöltve  (2013)
- Élet az élet után  (dokumentumfilm)
- Másik világ (televíziós dokumentumsorozat)
- Oltári történetek (2021)

## Könyv
- Péter könyve avagy Ahogy én láttam...; Jaffa, Bp., 2012
- Élet az élet után. Halálközeli élmények Magyarországon; riporter R. Kárpáti Péter; Kossuth, Bp., 2014
- Élet az élet után. Halálközeli élmények Magyarországon 2.; riporter R. Kárpáti Péter; Kossuth, Bp., 2015
- Halálközeli élmények; szerkesztő-író; Magánkiadás, Bp., 2018
- Sziklás madonna; vígjáték, szerző; Publio, Bp., 2014 (1994)
- Gyűrű; dráma, szerző; Publio, Bp., 2014 (1995)
- Equus II. – a previtális hipnózis; színmű, szerző; Publio, Bp., 2014 (1995)
- Tiszta lap; szerző; Magánkiadás, Bp., 2018